# La Cañada, Cuernavaca
La Cañada är en ort i Mexiko.   Den ligger i kommunen Cuernavaca och delstaten Morelos, i den sydöstra delen av landet, 50 km söder om huvudstaden Mexico City. La Cañada ligger 1 726 meter över havet och antalet invånare är 574.
Terrängen runt La Cañada är kuperad åt sydväst, men åt nordost är den bergig. Terrängen runt La Cañada sluttar söderut. Runt La Cañada är det mycket tätbefolkat, med 1 463 invånare per kvadratkilometer. Närmaste större samhälle är Cuernavaca, 7,2 km sydväst om La Cañada. I omgivningarna runt La Cañada växer huvudsakligen savannskog.